# Джуссани, Луиджи
Луи́джи Джованни Джусса́ни (итал. Luigi Giovanni Giussani; 15 октября 1922 года, Дезио, Италия — 22 февраля 2005 года, Милан, Италия) — итальянский католический священник, теолог, основатель католического движения «Comunione e Liberazione» («Общение и освобождение»).

## Биография
Луиджи Джуссани родился и провел детство в итальянском городе Дезио возле Милана. Старший из пяти братьев и сестер, он получил первое представление о католической вере от своей матери Анджелины Гелоза, текстильщицы; его отец Бениамино, чертежник и резчик, был социалистом. В возрасте десяти лет, отчасти по настоянию учителя начальной школы и из-за уважения семьи к Церкви, Джуссани решил стать священником.
2 октября 1933 года он поступил в епархиальную семинарию Сан-Пьетро Мартире в Севезо, где проучился первые четыре года. В 1937 году он переехал в Венегоно-Инфериоре, в главную семинарию, где он учился последний год гимназии, три года средней школы и где получил последующее богословское образование. В числе его учителей были Джованни Коломбо (позже кардинал и архиепископ Милана), богословы Гаэтано Корти, Карло Коломбо (позже вспомогательный епископ Милана) и Карло Фиджини. Там Джуссани познакомился с сокурсниками Энрико Манфредини и Джакомо Биффи, которые впоследствии стали архиепископами Болоньи. В эти годы он заинтересовался Джакомо Леопарди и православными церквями.
26 мая 1945 года Джуссани, в возрасте 23 лет, принял священническое рукоположение от кардинала Ильдефонсо Шустера, архиепископа Милана. Первую мессу он отслужил 31 мая в своем родном городе. 18 сентября 1945 года Джуссани получил лицензию по священному богословию. После рукоположения, с началом 1945-1946 учебного года, он остался в семинарии в Венегоно и в гимназии в Севезо в качестве преподавателя и специализировался на изучении восточной теологии (особенно на славянофилах), американской протестантской теологии и рациональной мотивации присоединения к Церкви. Тогда же он начал исполнять свое священническое служение, в основном в качестве исповедника, в приходе святых Назаро и Сельсо в Бароне, рабочем квартале на южной окраине Милана. В это время молодого священника сразила бронхопневмония, и его пришлось госпитализировать. Болезнь, переросшая в плеврит, имела необратимые последствия для функциональности одного из его легких, и проблемы затянулись до конца его жизни. Проблемы со здоровьем заставили Джуссани замедлить свою деятельность и учёбу по крайней мере на три года, с необходимостью частых периодов выздоровления в учреждениях, управляемых религиозными орденами или Миланской епархией, таких как Дом Сан Франческо в Вариготти, местечке на Лигурийской Ривьере, которое позже стало важным в истории движения "Студенческой молодежи".
В 1950 году, преодолев проблемы со здоровьем, Джуссани возобновил преподавание и приходскую службу по выходным в церкви Святых Сильвестро и Мартино в Милане. Во время исповеди он впервые встретился с некоторыми учениками из классического лицея им. Джованни Берше и других школ Милана. Джуссани уловил беспокойство учеников по поводу того, что они слышали на уроках против Церкви и католической веры. Тем временем он продолжал учиться, проявляя особый интерес к православной теологии, протестантизму и экуменизму, которым он посвятил несколько работ. В 1954 году он получил степень доктора богословия с высшим баллом, защитив диссертацию на тему "Христианское значение человека по Райнхольду Нибуру", посвященную одному из самых значительных американских реформатских богословов 20-го века. В 1951 году он начал преподавать религию в одном из старейших и самых престижных частных институтов Милана, бухгалтерской школе La Scuola Cavalli Conti, продолжая преподавать греческий язык и догматическое богословие на курсах семинарии и восточное богословие на продвинутых курсах в Венегоно до 1954 года.
Окончил епархиальную семинарию в городе Венегоно. В 1945 году был рукоположён во священники. После рукоположения преподавал в венегонской семинарии, в круг его богословских интересов входила теология восточного христианства и протестантизма. С 1954 по 1964 годы преподавал в миланском классическом лицее, а с 1964 по 1990 год в Миланском католическом университете Святого Сердца. Во время работы в миланском университете Джуссани основал молодёжное движение «Студенческая молодежь» (итал. Gioventú Studentesca), которое представляло собой часть движения «Католическое действие». С 1969 года движение сменило имя, став называться «Comunione e Liberazione» и стало самостоятельным. Джуссани возглавлял это движение до самой смерти.
В 1983 году Джуссани получил от папы Иоанна Павла II почётный титул монсеньора (почётного прелата). Долгое время был консультантом Конгрегации по делам духовенства и Папского совета по делам мирян.
Среди многочисленных работ Джуссани - трилогия PerCorso, составленная из записей религиозных лекций, которые он читал в 1950-х годах в лицее Берше, а затем в Католическом университете, состоит из  трех томов:  "Религиозное чувство" (Il senso religioso), "У истоков христианского притязания" (All'origine della pretesa cristiana)  и "Зачем Церковь" ( Perché la Chiesa). В ней предлагается концепция веры и христианского опыта как встречи с Христом через Католическую Церковь. Для Джуссани вера - это "признание Присутствия", которое занимает все пространство индивидуальной жизни (человеческие отношения, опыт работы, социальная и политическая жизнь). Такой подход дает повод для критики разума эпохи Просвещения. Идея разума как главного инструмента, предлагаемого человеку в его отношениях с реальностью, и веры как метода познания являются, по мнению отца Джуссани, методологическими предпосылками для анализа религиозного опыта.
Луиджи Джуссани умер в Милане 22 февраля 2005 года и был похоронен на Монументальном кладбище. Похороны состоялись в четверг 24 февраля 2005 года и транслировались в прямом эфире телеканала Rai Uno. Проповедь на похоронах  произнес посланник Папы Иоанна Павла II,  кардинал Йозеф Ратцингер, который несколько недель спустя был избран следующим Папой.
17 января 2006 года Джуссани  был признан Святым Престолом основателем религиозной конгрегации сестер милосердия Успения вместе с отцом Стефано Перне.
По случаю седьмой годовщины его смерти, 22 февраля 2012 года было объявлено об обращении к Святому Престолу с просьбой о получении Nihil obstat, чтобы начать епархиальный этап процесса беатификации и канонизации отца Луиджи Джуссани. После получения nihil obstat, о котором архиепископ Милана Анджело Скола объявил в апреле 2012 года, Луиджи Джуссани считается Слугой Божьим.

## Богословие
Джуссани — автор большого числа богословских трудов, переведённых на многочисленные языки, в том числе и на русский.
В своих сочинениях Джуссани отводит много места вопросу взаимоотношения веры и разума.
Название созданного Джуссани католического движения «Общность и Освобождение» полностью выражает его богословские взгляды на Церковь как общение между верующими и Богом, что приводит к общности между ними. В свою очередь, принятие истинной реальности человеком и более глубокое осознание им своих отношений с Иисусом Христом, приводит его к освобождению от зависимости от окружающего мира.

## Научные труды

### Переводы на русский язык
- Путь христианского опыта. Милан, 1989;
- Сущность христианской нравственности. Милан, 1990;
- Христианство как вызов. М., 1993;
- Чувство Бога. Милан — М., 1996;
- В поисках человеческого лица, Милан-М., 1997.